# Bob Harrison
Robert William Harrison (ur. 12 sierpnia 1927 w Toledo, zm. 3 marca 2024) – amerykański koszykarz oraz trener, występował na pozycji obrońcy, trzykrotny mistrz NBA, uczestnik meczu gwiazd NBA.
3 lutego 1941 roku, jako 13-letni zawodnik LaGrange School zdobył rekordowe 139 punktów. Jego zespół pokonał wtedy Arch Street School 139-8.

## Osiągnięcia
NBA
- 3-krotny mistrz NBA (1950, 1952, 1953)[2]
- Uczestnik meczu gwiazd NBA (1956)[3]